# 苗禕骅
苗禕骅（1988年2月11日—），上海人，中國女子現代五項運動員。

## 生平
2010年，苗禕驊首次參加國際大型賽事，代表中國出戰廣州亞運會，參加現代五項比賽的女子個人及團體比賽。在個人項目中，她先在擊劍和游泳項目中奪得第一和第三名；又在馬術小項中表現出色，坐騎在沒有觸碰障礙物下，贏得完美的1,200分。最終，她以5,240分的高分摘得金牌，這是中國現代五項隊史上首面亞運金牌；同時，她亦與隊友陈倩、张晔和吴严严合作，為中國代表團奪得團體金牌。
2017年8月，苗禕驊代表上海參加第十三届全运会现代五项比赛，與翁丽倩和郁晶鑫合作拿得混合团体接力赛銅牌。

## 家庭
丈夫曹忠荣也是现代五项运动员，比她大七岁，两人在2013年初领結婚证，同年10月在上海办酒席。